# Kuruburu, Chintamani
Kuruburu là một làng thuộc tehsil Chintamani, huyện Chikkaballapur, bang Karnataka, Ấn Độ.